# John Piercy
John William Piercy (Forest Gate, 18 settembre 1979) è un ex calciatore inglese, di ruolo centrocampista.

## Carriera

### Club
Inizia a giocare nelle giovanili del Tottenham, venendo convocato per la prima volta in prima squadra, militante nella prima divisione inglese, durante la stagione 1998-1999, all'età di 19 anni. Fa tuttavia il suo effettivo esordio in partite ufficiali nella stagione successiva, più precisamente il 13 ottobre 1999, quando gioca da titolare nella partita di Coppa di Lega vinta per 3-1 contro il Crewe Alexandra. Tre giorni più tardi, il 16 ottobre, fa invece il suo esordio in campionato, sostituendo Chris Armstrong nei minuti finali della partita vinta per 1-0 contro il Derby County (decisa da un gol dello stesso Armstrong); nel corso della stagione 1999-2000 gioca poi altre 2 partite nella prima divisione inglese. Durante la stagione 2000-2001 disputa invece 5 partite in campionato, non venendo invece mai impiegato in incontri ufficiali durante la stagione 2001-2002, durante la quale rimane comunque tesserato del club londinese, che abbandona solamente il 23 agosto 2002 a seguito di una rescissione consensuale del suo contratto legata anche al suo scarso impiego.
Il 20 settembre 2002, dopo aver superato un periodo in prova al club, firma un contratto annuale con il Brighton, club della seconda divisione inglese; durante la stagione 2002-2003 gioca solamente 4 partite di campionato, a cui aggiunge anche una presenza in FA Cup ed una presenza in Coppa di Lega. Nonostante tale scarso impiego, a fine stagione il suo contratto viene rinnovato per un'ulteriore annata, durante la quale il centrocampista mette a segno 4 reti (le sue prime in carriera in competizioni professionistiche) in 24 presenze nella terza divisione inglese, conquistando anche una promozione in seconda divisione, categoria in cui durante i primi mesi della stagione 2004-2005 gioca altre 2 partite sempre con i Seagulls, con cui rimane fino al 9 novembre 2004 quando, all'età di 25 anni, annuncia il proprio ritiro dal calcio per via di problemi fisici legati ai vari infortuni subiti nel corso degli anni, che gli impedivano di giocare con continuità.
Durante la stagione 2006-2007 tenta un breve rientro all'attività agonistica, segnando 3 reti in 19 presenze all'Eastbourne Town, club semiprofessionistico della South East Division della Isthmian League (ottava divisione inglese), ritirandosi nuovamente, questa volta in modo definitivo, nel dicembre del 2007, dopo circa un anno trascorso nel club. Una volta ritiratosi è rimasto per un periodo come vice allenatore all'Eastbourne Town, per poi dedicarsi ad una carriera da insegnante, continuando in parallelo ad allenare a livello dilettantistico.

### Nazionale
Nel 1998 ha giocato 3 partite con la nazionale inglese Under-18.
Nel 1999 ha partecipato ai Mondiali Under-20, nei quali ha giocato una partita.

## Palmarès

### Club

#### Competizioni nazionali
- Coppa di Lega inglese: 1

Tottenham: 1998-1999